# Cladonema myersi
Cladonema myersi är en nässeldjursart som beskrevs av Rees 1949. Cladonema myersi ingår i släktet Cladonema och familjen Cladonematidae. Inga underarter finns listade i Catalogue of Life.